# اچ‌دی ۶۹۸۳۰
اچ‌دی ۶۹۸۳۰ یک ستاره است که در صورت فلکی کشتی‌دم قرار دارد.